# Cadena humana

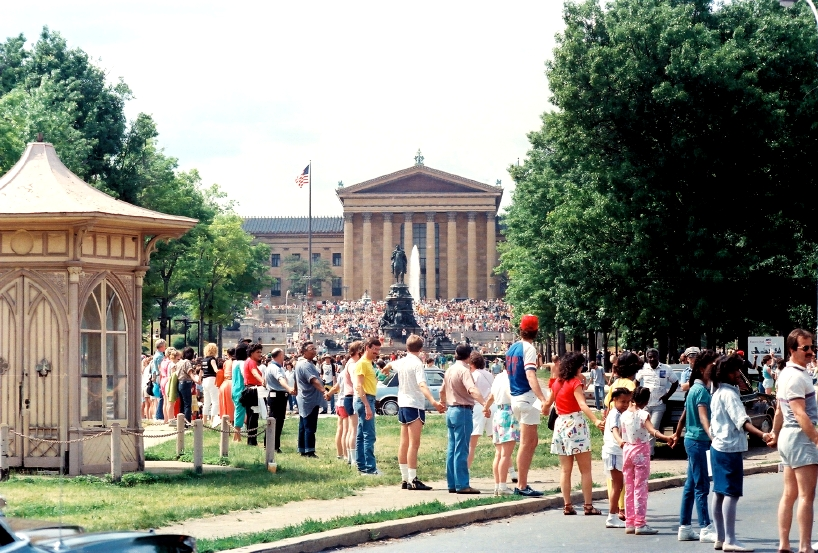
Cinc milions de persones es van donar la mà el 1986 arreu dels Estats Units amb motiu de Hands Across America, un esdeveniment per recaptar fons per lluitar contra la fam. Foto a la Benjamin Franklin Parkway, de Filadèlfia

Una cadena humana o via humana és una forma de manifestació en la qual els participants es donen la mà com a símbol de solidaritat en una corrua de gent el més llarg possible. Algunes cadenes humanes històriques han resultat molt importants, com la Via Bàltica que es dugué a terme als Països Bàltics el 1989, que tingué una llargada de 560 km.

## Llista de cadenes humanes
Les cadenes humanes més importants de la història han estat les següents:
| Data             | Esdeveniment                                                                          | Ubicació                                                                                             | Nombre de participants                                                                                            | Propòsit |
| ---------------- | ------------------------------------------------------------------------------------- | --- | --- | --- |
| 1983             |                                                                                       | Berkshire, Anglaterra, Regne Unit                                                                    | 40.000 - 80.000                                                                                                   | Protesta per l'emplaçament de míssils nuclears estatunidencs a Alemanya Occidental. |
| 25 maig 1986     | Hands Across America (Mans a través d'Amèrica)                                        | A través dels Estats Units d'Amèrica                                                                 | 5.000.000 | Esdeveniment de caritat per recaptar fons per lluitar contra la fam. |
| 23 agost 1989    | Via Bàltica                                                                           | Estònia, Letònia, Lituània                                                                           | 2.000.000 | Crida per la independència dels Països Bàltics: Estònia, Letònia, i Lituània. Va ser seguida per una cadena semblant el 23 d'agost de 1991, amb la gent duent espelmes. |
| 21 gener 1990    | Dia de la Reunió                                                                      | Lviv-Kíev, RSS d'Ucraïna (actual Ucraïna)                                                            | 450.000 (segons les forces soviètiques); al voltant de 3.000.000 (segons els organitzadors)                       | Amb motiu del 71è aniversari de la Llei de Zluky, un acord unificador de la República Popular d'Ucraïna i la República Popular d'Ucraïna Occidental. |
| 1997             | XII Jornada Mundial de la Joventut, 1997                                              | París, França                                                                                        | 400.000 | Anell de 36 quilòmetres envoltant París, orientant-se cap a enfora, cridant de manera simbòlica per la pau. |
| 16 maig 1998     | Cadena Humana del Jubileu 2000                                                        | Birmingham, Anglaterra                                                                               | 70.000 - 100.000                                                                                                  | La primera demostració de la cadena pel Jubileu 2000, una coalició de grups d'església i de fe, agències pel desenvolupament a l'estranger i altres en la cimera del G8 a Birmingham, per ressaltar la pobresa que causa el deute en molts els països pobres i la necessitat que els G8, el Banc Mundial i el FMI actuessin per remetre aquest deute. La cadena envoltà el centre de Birmingham, així com el Centre Internacional de Convencions. |
| 8 setembre 1999  | Protesta contra la violència al Timor Oriental                                        | Lisboa                                                                                               | Més de 300.000 | Un anell de 20 km que connectà la delegació de les Nacions Unides i les ambaixades de Rússia, Xina, Regne Unit, França i els EUA a Lisboa, demanant la fi de la violència a Timor Oriental. |
| 2000             | Jubileu 2000 de Llatinoamèrica                                                        | Alemanya                                                                                             | 50.000 | Crida per la condonació del deute dels països en desenvolupament. |
| 25 juliol 2004   | Cadena Israeliana                                                                     | Gush Katif (comunitats jueves adjacents a la franja de Gaza), pel Mur de les Lamentacions, Jerusalem | 130.000 (segons la policia); 200.000 (segons els organitzadors)                                                   | Oposició al Pla de retirada unilateral israeliana del Primer Ministre Ariel Xaron que implicava el desmantellament de les comunitats jueves i els assentaments de Gush Katif. 90 quilòmetres. |
| 1 maig 2006      | Gran Boicot Americà                                                                   | Nova York (Manhattan, Queens, Brooklyn Bronx)                                                        | 12.000 segons la CNN                                                                                              | Contra l'H.R. 4437, un projecte de llei del Congrés per endurir els controls d'immigració. |
| 25 febrer 2008   | Franja de Gaza                                                                        | Gaza                                                                                                 | 20.000 | Protesta pel bloqueig israelià de Gaza. |
| 1 setembre 2008  | Campanya "Aturem Rússia"                                                              | Geòrgia                                                                                              | 1.000.000 (segons les autoritats de Geòrgia)                                                                      | Protesta contra la intervenció militar russa a Ossètia del Sud. |
| 24 octubre 2008  | Protestes tàmils a l'Índia de 2009                                                    | Chennai, Índia                                                                                       | 100.000 - 150.000                                                                                                 | Protesta per la violència contra els tàmils a Sri Lanka i la Guerra Civil de Sri Lanka. |
| 13 desembre 2008 | Protesta dels ciutadans de Bombai per la pau                                          | Bombai, Índia                                                                                        | 60.000 | Protesta contra els atacs terroristes que van tenir lloc a Bombai el 26 novembre de 2008. |
| 28 gener 2009    | Protestes tàmils al Canadà de 2009                                                    | Toronto, el Canadà                                                                                   | 20.000 | Protesta per la violència contra els tàmils a Sri Lanka i la Guerra Civil de Sri Lanka. |
| 9 juny 2009      | Cadena Verda, eleccions presidencials de l'Iran Protestes electorals a l'Iran de 2009 | Teheran, Iran                                                                                        | 18.000 - 30.000                                                                                                   | En suport de Mir-Hossein Mousavi. |
| 2 octubre 2009   | Protesta contra l'acord de l'ASEAN de 2009                                            | Kerala, Índia                                                                                        | 3.000,000 - 4.000.000+ (30 to 40 lakh segons les estimacions realitzades pels organitzadors abans de la protesta) | Protesta contra l'acord de lliure comerç de l'ASEAN i Nova Delhi. |
| 3 febrer 2010    | Cadena Humana de Telangana                                                            | Andhra Pradesh, Índia                                                                                | 5.000.000 | Els habitants de Telangana van formar una cadena humana de 500 quilòmetres de longitud al llarg de la carretera nacional número 7 d'Adilabad a la punta més septentrional de la regió per Alampur a les fronteres del districte de Kurnool, per pressionar la seva demanda de formació d'un Estat independent. |
| 10 desembre 2012 | Cadena humana pels Drets Humans                                                       | Bhubaneswar, Orissa, Índia                                                                           | 20.000 estudiants indígenes                                                                                       | Cadena humana de 25 km pels Drets Humans en el Dia dels Drets Humans. |
| 11 setembre 2013 | Via Catalana per la independència de Catalunya                                        | Catalunya                                                                                            | 2.000.000 | Cadena humana des del Pertús (Vallespir) a Alcanar (Montsià) passant per Girona, Barcelona i Tarragona per reclamar la independència de Catalunya i la República Catalana. |
| 8 juny 2014      | Cadena Humana Pel Dret A Decidir del País Basc                                        | País Basc, des de Durango fins Iruñea-Pamplona                                                       | <150.000 | Cadena humana de 123 km per l'Autodeterminació del País Basc organitzat per Gure Esku Dago. |